# Pam Grier

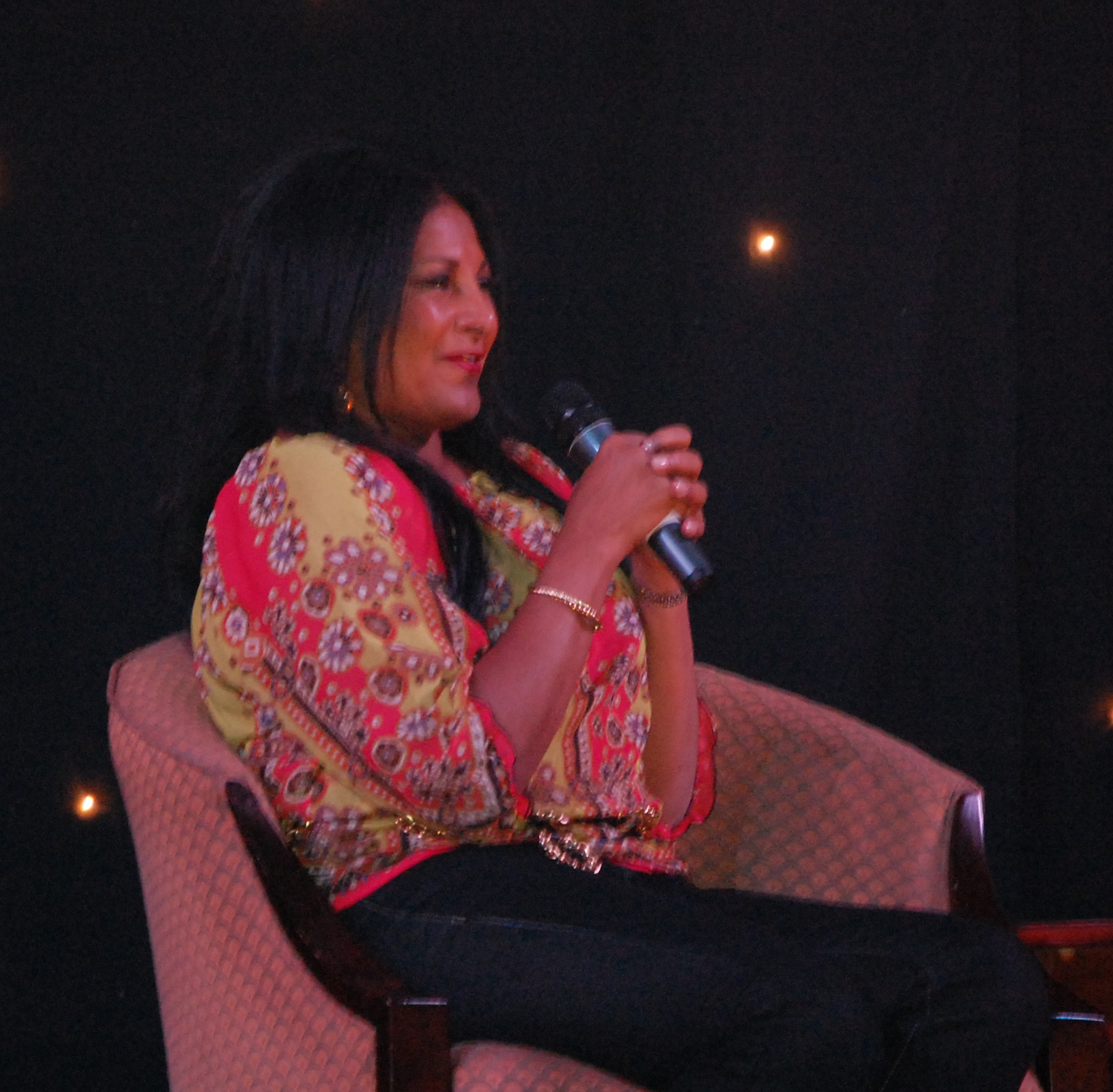
Pam Grier in 2009

Pam Grier, geboren als Pamela Suzette Grier (Winston-Salem (North Carolina), 26 mei 1949), is een Amerikaans actrice. Ze werd bekend in de jaren zeventig, toen ze in diverse zogeheten blaxploitationfilms speelde. In 1997 speelde ze de hoofdrol in de film Jackie Brown van Quentin Tarantino.

## Biografie
Pam Grier is een van de drie dochters van Clarence Ransom Grier en Gwendolyn Samuels. Omdat haar vader bij de Amerikaanse luchtmacht werkte, verhuisde ze veel in haar jeugd. Ze ging naar school in Denver, Colorado op de East High School. In 1967 verhuisde ze naar Los Angeles, Californië, waar ze eerst als receptioniste bij een filmmaatschappij werkte. Ze werd ontdekt door filmregisseur Roger Corman, die haar in zijn films The Big Doll House (1971) en The Big Bird Cage (1972) liet spelen. Ze speelde daarna in diverse blaxploitationfilms, waaronder als bekendste Foxy Brown in 1974. Daarna speelde ze in diverse films met wisselend succes. Tussen 1985 en 1990 speelde ze regelmatig in de televisieserie Miami Vice en in 1994 speelde ze in The Fresh Prince of Bel-Air. Haar waarschijnlijk grootste succes had ze in de titelrol van Quentin Tarantino's Jackie Brown (1997). Vanaf 2004 speelt ze in de televisieserie The L Word. In 2013 was ze de voice over radio-dj in de game Grand Theft Auto V.
Pam had relaties met basketballer Kareem Abdul-Jabbar, acteur Richard Pryor en platenbaas Kevin Evans.

## Beknopte filmografie
- 1970 - Beyond the Valley of the Dolls als feestganger
- 1971 - The Big Doll House als Grear
- 1971 - Women in Cages als Alabama
- 1972 - Cool Breeze als Mona
- 1972 - The Big Bird Cage als Blossom
- 1972 - Hit Man als Gozelda
- 1972 - Black Mama, White Mama als Lee Daniels
- 1973 - Coffy als Coffy
- 1973 - Scream Blacula Scream als Lisa Fortier
- 1974 - The Arena als Mamawi
- 1974 - Foxy Brown als Foxy Brown
- 1975 - Sheba, Baby als Sheba Shayne
- 1975 - Bucktown als Aretha
- 1975 - Friday Foster als Friday Foster
- 1981 - Fort Apache, The Bronx als Charlotte
- 1985 - On the Edge als Cora
- 1988 - Above the Law als Delores 'Jacks' Jackson
- 1990 - Class of 1999 als lerares mevr. Connors
- 1991 - Bill & Ted's Bogus Journey als mevr. Wardroe
- 1996 - Escape from L.A. als Hershe Las Palmas
- 1996 - Mars Attacks! als Louise Williams
- 1997 - Jackie Brown als Jackie Brown[1]
- 2000 - Wilder als Della Wilder
- 2001 - 3 A.M. als George
- 2001 - Ghosts of Mars als Helena Braddock
- 2001 - Bones als Pearl
- 2002 - The Adventures of Pluto Nash als Flura Nash
- 2004-2009 - The L Word (televisieserie) als Kit Porter
- 2011 - Larry Crowne als Frances